# 与但丁讨论神曲

### 作品内容
这幅油画长6米、高2.6米，绘有100位世界名人和3位作者，中国的长城、埃及的金字塔、英国的巨石阵等地标作为背景出现在油画中。
在100位名人中，卡尔·马克思和弗里德里希·尼采正在进行深入地交流；“一代天骄”成吉思汗与拿破仑一世并驾齐驱；美国前总统乔治·沃克·布什手持望远镜，“恐怖主义大亨”奥萨马·本·拉登站在他身后。东条英机跪在秦始皇面前，仿佛是在忏悔。此外，中国古代唐朝大诗人李白靠在椅子上作仰天长叹状，他的面前摆着一只尊和一部现代的打字机。
苏联领导人约瑟夫·斯大林和意大利文艺复兴时期伟大画家列奥纳多·达·芬奇正在聚精会神地谈话；俄罗斯总统弗拉基米尔·普京挨着拳王迈克·泰森席地而坐；英国前首相玛格丽特·撒切尔背着手提袋，神情高傲地注视着一切。
除了名人之外，克隆羊“多利”也风光地出现在这幅画中。此外，后母戊鼎、留聲機、原子弹等人类智慧的结晶，也都在画中一一展现。

《与但丁讨论神曲》原画作内容

## 作者
這幅作品共由三位畫家所創作，包括：
- 戴都都（遼寧畫院副院長）
- 李鐵子（中國美術家協會理事及遼寧畫院副院長）
- 張安君（瀋陽市青年美術家協會主席）